# Grad Urquhart
Grad Urquhart (škotskogelsko Caisteal na Sròine) je porušen grad, ki leži poleg jezera Loch Ness v Škotskem višavju. Grad je ob cesti A82, 21 kilometrov jugozahodno od Invernessa in 2 kilometra vzhodno od vasi Drumnadrochit.
Sedanje ruševine izvirajo iz 13. do 16. stoletja, čeprav so bile zgrajene na mestu zgodnjesrednjeveške utrdbe. Urquhart, ustanovljen v 13. stoletju, je igral vlogo v škotskih vojnah za neodvisnost v 14. stoletju. Kasneje je veljal za kraljevi grad in so večkrat vanj vdrli grofje MacDonald Earls of Ross. Grad je bil leta 1509 podeljen klanu Grant, čeprav se je konflikt z MacDonaldsi nadaljeval. Kljub vrsti nadaljnjih napadov so grad utrdili, le da so ga sredi 17. stoletja večinoma opustili. Urquhart je bil leta 1692 delno uničen, da bi preprečili njegovo uporabo jakobitskim silam, nato pa je propadel. V 20. stoletju je bil dan v državno oskrbo kot načrtovan spomenik in odprt za javnost: zdaj je eden najbolj obiskanih gradov na Škotskem in je leta 2019 sprejel 547.518 obiskovalcev.
Grad, ki stoji na rtu s pogledom na jezero Loch Ness, je eden največjih na Škotskem na tem območju. Vanj so pristopili z zahodne strani in ga branili z jarkom in dvižnim mostom. Stavbe gradu so bile razporejene okoli dveh glavnih ograjenih prostorov na obali. Severni ograjeni prostor ali Nether Bailey vključuje večino bolj nedotaknjenih struktur, vključno z vratarnico in petnadstropnim Grantovim stolpom na severnem koncu gradu. Južno ograjen prostor ali Upper Bailey, postavljen na višjem terenu, obsega redke ostanke zgodnejših stavb.

## Zgodovina

### Zgodnji srednji vek
Ime Urquhart izhaja iz oblike Airdchartdan iz 7. stoletja, ki je mešanica staroirskega aird (točka ali rt) in starega valižanskega cardden (goščava ali les). Kosi vitrificiranega kamna, izpostavljeni intenzivni vročini in značilni za zgodnjesrednjeveške utrdbe, so bili odkriti v Urquhartu iz zgodnjega 20. stoletja. Špekulacije, da je bil Urquhart morda trdnjava Brideija, Maelchonovega sina, kralja severnih Piktov, so vodile profesorja Leslieja Alcocka, da se je leta 1983 lotil izkopavanj. Adomnánovo Življenje Kolumbana poroča, da je sv. Kolumban obiskal Bridei med letoma 562 in 586, čeprav so geografske podrobnosti skromne. Adomnán pripoveduje tudi, da je Kolumban med obiskom spreobrnil piktskega plemiča po imenu Emchath, ki je bil na smrtni postelji, njegovega sina Viroleca in njihovo družino v kraju, imenovanem Airdchartdan.ref>Anderson, Alan Orr; Anderson, Marjorie Ogilvie (1991). Adomnán's Life of Columba. Oxford: Clarendon Press. str. 202–203. ISBN 0-19-820215-6.</ref> Izkopavanja, podprta z radiokarbonskim datiranjem, so pokazala, da je bil skalni grič na jugozahodnem vogalu gradu mesto obsežne utrdbe med 5. in 11. stoletjem. Ugotovitve so vodile profesorja Alcocka do zaključka, da je bil Urquhart najverjetneje kraj Emchathovega prebivališča, ne pa Brideija, ki je bolj verjetno imel sedež v Invernessu, bodisi na mestu gradu ali v Craigu Phadrigu do zahod.

### Zgodnji grad
Nekateri viri navajajo, da je Viljem I. Lev imel kraljevi grad v Urquhartu v 12. stoletju, čeprav profesor Alcock ne najde nobenega dokaza za to. V 12. in 13. stoletju so Meic Uilleim (MacWilliams), potomci Malcolma III., uprizorili vrsto uporov proti Davidu I. in njegovim naslednikom. Zadnji od teh uporov je bil zadušen leta 1229 in za vzdrževanje reda je Aleksander II. podelil Urquhart svojemu Hostariju (uslužbencu ali varuhu), Thomasu de Lundinu. Po de Lundinovi smrti nekaj let pozneje je prešlo na njegovega sina Alana Durwarda. Verjetno je, da je bil prvotni grad zgrajen kmalu po tem času, osredotočen na motto na jugozahodu mesta. Leta 1275, po Alanovi smrti, je kralj podelil Urquhart Janezu II. Comynu, gospodarju Badenocha.
Prvi dokumentarni zapis o gradu Urquhart se pojavi leta 1296, ko ga je zavzel angleški kralj Edvard I. Edvardova invazija je zaznamovala začetek škotskih vojn za neodvisnost, ki so s prekinitvami trajale do leta 1357. Edvard je imenoval sira Williama Fitza Warina za nadzornika, ki bo zadržal grad za Angleže. Leta 1297 ga je med vračanjem iz Invernessa napadel Sir Andrew de Moray in Moray je nato oblegal grad ter začel neuspešen nočni napad. Angleži so morali kmalu zatem umakniti, saj so leta 1298 Urquhart spet nadzorovali Škoti. Leta 1303 Sir Alexander de Forbes ni uspel zadržati še enega angleškega napada. Tokrat je Edvard postavil za guvernerja Aleksandra Comyna, Johnovega brata, saj se je družina postavila na stran Angležev proti Robertu Bruceu. Po umoru Red Comyna leta 1306 je Bruce dokončal poraz Comynov, ko je leta 1307 korakal skozi Great Glen in zavzel gradove Inverlochy, Urquhart in Inverness. Po tem času je Urquhart postal kraljevi grad, ki ga je za krono držala vrsta policistov.
Sir Robert Lauder iz Quarrelwooda je bil leta 1329 stražar gradu Urquhart. Po boju v bitki pri Halidon Hillu leta 1333, kjer so bili Škoti poraženi, se je Lauder vrnil, da bi Urquhart zadržal pred drugo grozečo angleško invazijo. Zabeleženo je, da je bil eden od le petih gradov na Škotskem, ki so jih imeli Škoti v tem času (ostali so bili Dumbarton, Lochleven, Kildrummy in Loch Doon). Leta 1342 je David II. Škotski preživel poletje na lovu v Urquhartu, edini kralj, ki je ostal tukaj.
V naslednjih dvesto letih so Great Glen pogosto napadali MacDonaldi, Lords of the Isles, mogočni vladarji napol neodvisnega kraljestva v zahodni Škotski, ki so upravičeno zahtevali grofovstvo Ross. Leta 1395 je grad Urquhart prevzel Domhnall iz Islayja in ga uspel obdržati več kot 15 let. Njegov brat Alexander Macdonald, lochaberski lord, je imel tudi pogodbo s Thomasom Dunbarjem, grofom Morayskim, da bo branil kraljevstvo Moraya, kar je vključevalo dostop do Great Glena. Leta 1411 je Donald Macdonald korakal skozi Glen na poti, da bi zahteval grofovstvo Ross. V bitki pri Harlawu je srečal Alexandra Stewarta, grofa Marskega. Donald je zmagal v bitki in zatem obdržal nadzor nad Rossom. Jakob I. Škotski je priznal njegov naslov kot prvi grof Ross iz svoje družine. Kljub temu je krona kmalu spet imela nadzor nad Urquhartom.
Leta 1437 je Domhnallov sin Aleksander, grof Ross, vdrl v okolico Glen Urquharta, a gradu ni mogel zavzeti. Kraljeva sredstva so bila odobrena za okrepitev obrambe gradu. Aleksandrov sin Ivan je svojega očeta nasledil leta 1449, star 16 let. Leta 1452 je tudi on vodil napad na Great Glen, zavzel Urquhart in nato dobil dosmrtno podelitev zemljišč in gradu Urquhart. Vendar pa je Ivan leta 1462 sklenil sporazum z Edvardom IV. Angleškim proti škotskemu kralju Jakobu III. Ko je to postalo znano Jakobu leta 1476, so Ivanu odvzeli nazive, Urquharta pa predali zavezniku, grofu Huntlyju.

### Granti
Huntly je pripeljal sira Duncana Granta iz Freuchieja, da bi vzpostavil red na območju okoli gradu Urquhart. Njegov sin John Grant iz Freuchieja (um. 1538) je leta 1502 dobil v petletni zakup posestvo Glen Urquhart. Leta 1509 je grad Urquhart skupaj s posestma Glen Urquhart in Glenmoriston podelil Jakob IV. Johnu Grantu za vedno, pod pogojem, da popravi in ponovno zgradi grad. Grantovi so ohranili grad v lasti do leta 1512, čeprav so se napadi z zahoda nadaljevali. Leta 1513, po katastrofi Floddena, je sir Donald MacDonald iz Lochalsha poskušal izkoristiti zmedo na Škotskem tako, da je zahteval gospostvo otokov in zasedel grad Urquhart. Grant je ponovno pridobil grad pred letom 1517, vendar šele preden so MacDonaldovi odgnali 300 govedi in 1000 ovc ter izropali grad za živila. Grant je neuspešno poskušal zahtevati odškodnino od MacDonalda. James Grant iz Freuchieja (um. 1553) je nasledil svojega očeta in se leta 1544 skupaj s Huntlyjem in klanom Fraser zapletel v spor z Macdonaldi iz Clanranalda, ki je dosegel vrhunec v bitki pri Shirtsu. V maščevanje so MacDonaldi in njihovi zavezniki Cameroni leta 1545 napadli in zajeli Urquhart. MacDonaldovi so tokrat, poznani kot »velika racija«, uspeli zapleniti 2000 govedi in stotine drugih živali ter z gradu odstraniti pohištvo, topov in celo vrata. Grant je ponovno pridobil grad, kot nadomestilo pa so mu bila dodeljena tudi Cameronova zemljišča.
Veliki napad se je izkazal za zadnji napad. Leta 1527 je zgodovinar Hector Boece pisal o rewinous wallis Urquharta, toda do konca 16. stoletja so Urquhart obnovili Granti, zdaj močna sila v Višavju. Popravila in prezidave so se nadaljevale vse do leta 1623, čeprav grad ni bil več priljubljena rezidenca. Leta 1644 je tolpa Covenanterjev (prezbiterijanskih agitatorjev) vdrla v grad, ko je bivala gospa Mary Grant, jo oropala in izključila zaradi njene pripadnosti episkopalizmu. Inventar iz leta 1647 kaže, da je bil grad skoraj prazen. Ko je Oliver Cromwell leta 1650 napadel Škotsko, ni upošteval Urquharta in se odločil zgraditi utrdbe na obeh koncih Great Glena.
Ko je bil Jakob VII. Škotski odstavljen v revoluciji leta 1688, se je Ludovic Grant iz Freuchieja postavil na stran Viljema III. Oranskega in v grad postavil garnizijo z 200 lastnimi vojaki. Čeprav jim je primanjkovalo orožja, so bili dobro opremljeni in ko je sila 500 jakobitov (podpornikov izgnanega Jakoba) začela oblegati, je garnizija lahko zdržala vse do poraza glavne jakobitske sile pri Cromdaleu maja 1690. Ko so vojaki končno odšli, so razstrelili vratarnico, da bi Jakobitom preprečili ponovno zasedbo gradu. Poleg ostankov vratarnice so še vedno vidni veliki bloki porušenega zidu. Parlament je odredil plačilo odškodnine v višini 2000 funtov Grantu, vendar popravila niso bila opravljena. Kasnejše plenjenje kamnitih zidov in drugih materialov za ponovno uporabo s strani domačinov je dodatno zmanjšalo ruševine in Grantov stolp se je po neurju leta 1715 delno zrušil.

### Kasnejša zgodovina
Do leta 1770 je bil grad brez strehe in so ga slikarji iz 19. stoletja in obiskovalci Višavja smatrali za romantično ruševino. Leta 1884 je grad prešel pod nadzor Caroline, vdove grofice Seafieldske, vdove 7. grofa Seafieldskega, po smrti njenega sina 8. grofa. Po smrti lady Seafield leta 1911 je njena oporoka naročila, da se grad Urquhart zaupa državni oskrbi, oktobra 1913 pa je bila odgovornost za vzdrževanje gradu prenesena na komisarja za dela in javne zgradbe njegovega veličanstva. Historic Environment Scotland (prej Historic Scotland), naslednik Urada za dela, še naprej vzdržuje grad, ki je načrtovan kot spomenik v znak priznanja njegovega nacionalnega pomena.
Leta 1994 je Historic Scotland predlagal gradnjo novega centra za obiskovalce in parkirišča, da bi ublažili težave s parkiranjem na glavni cesti A82. Močno lokalno nasprotovanje je vodilo do javne preiskave, ki je leta 1998 odobrila predloge. Novogradnja je pogreznjena v brežino pod cesto, s predvidenim parkiranjem na strehi objekta. Center za obiskovalce vključuje prikaz zgodovine lokacije, vključno z vrsto replik iz srednjeveškega obdobja, kino, restavracijo in trgovino. Grad je odprt vse leto, gosti pa lahko tudi poročne obrede. Leta 2018 je grad Urquhart obiskalo 518.195 ljudi, s čimer je postal tretji najbolj obiskan kraj v zgodovinski Škotski za gradovoma Edinburgh in grad Stirling.

## Opis
Grad Urquhart stoji na Strone Pointu, trikotnem rtu na severozahodni obali jezera Loch Ness, in obvladuje pot vzdolž te strani Great Glen ter vhod v Glen Urquhart. Grad je precej blizu vodne gladine, čeprav so ob severovzhodnih straneh rta nizke pečine. Na notranji strani je precej prostora za zbiranje, kjer bi prvotno stal grad-toun s servisnimi stavbami, pa tudi vrtovi in sadovnjaki v 17. stoletju. Onkraj tega območja se tla strmo dvigajo proti severozahodu, do centra za obiskovalce in A82. Suh jarek, širok 30 metrov na najširši strani, brani pristop proti kopnemu, verjetno izkopan v zgodnjem srednjem veku. Kamniti nasip omogoča dostop, prej pa je v sredini vrzel prečkal dvižni most. Grajska stran nasipa je bila prej obzidana in je tvorila zaprt prostor, podoben barbakanu.
Urquhart je eden največjih gradov na Škotskem. Obzidani del gradu je približno oblikovan kot osmica, poravnana v smeri severovzhod-jugozahod vzdolž brega jezera, približno 150 krat 46 metrov, ki tvorita dva baileya (ograjena prostora podgradja): Nether Bailey na severu in Upper Bailey na jugu. Kurtine obeh ograjenih prostorov segajo večinoma v 14. stoletje, čeprav so bile precej povečane s kasnejšo gradnjo, zlasti na severu, kjer je večina preostalih struktur.
[[File:Urquhart_Castle_Panorama.jpg|766px|center|Panorama gradu Urquhart

### Nether Bailey
Vratarnica iz 16. stoletja je na celinski strani reke in Nether Bailey in obsega dvojna stolpa v obliki črke D, ki obkrožata obokan vhod. Prej je bil prehod zaščiten z zapornico in dvojnim nizom vrat, s prostori za stražarje na obeh straneh. Nad vhodom je niz prostorov, ki so morda služili za bivanje grajskega oskrbnika. Porušeni zid obdaja vratarnico, ki je bila uničena po letu 1690.
Nether Bailey, glavno središče dejavnosti v gradu od okoli leta 1400, je zasidran na njegovi severni konici ob Grantovem stolpu, glavnem stolpu ali utrdbi. Stolp meri 12 krat 11 metrov in ima stene do 3 metre debele. Stolp sloni na temeljih iz 14. stoletja, vendar je v veliki meri rezultat ponovne gradnje v 16. stoletju. Prvotno petnadstropni, ostaja najvišji del gradu kljub južnemu zidu, ki se je zrušil v neurju v začetku 18. stoletja. Stojni deli parapeta, predelani v dvajsetih letih 16. stoletja kažejo, da so bili vogali stolpa zaključeni s konzolnimi vogalnimi stolpiči. Nad glavnimi vrati na zahodu in poterno na vzhodu so mašikule, ozke reže, skozi katere se lahko padajo predmeti na napadalce. Zahodna vrata so prav tako zaščitena z lastnim jarkom in dvižnim mostom, do katerega se dostopa iz tlakovanega Inner Close, ločenega od glavnega obora z vrati. Do ohranjenih notranjih delov je še vedno mogoče dostopati po krožnem stopnišču, vzidanem v vzhodno steno stolpa. Notranjost bi obsegala dvorano v prvem nadstropju, dve nadstropji zgoraj pa prostore in podstrešne prostore. Sobe v glavnih nadstropjih imajo velika okna iz 16. stoletja, čeprav z majhnimi luknjami za topove spodaj, ki omogočajo obrambo.
Južno od stolpa je vrsta stavb, zgrajenih ob debeli, podprti steni iz 14. stoletja. Velika dvorana je zavzemala osrednji del tega niza z gospodovimi zasebnimi apartmaji z velikimi komorami in zasebnimi sobami na severu ter kuhinjami na jugu.  Temelji pravokotne stavbe stojijo na skalnati gomili v Nether Baileyju, ki je pogojno opredeljena kot kapela.

### Upper Bailey
Upper Bailey je osredotočen na skalnato gomilo na jugozahodnem vogalu gradu. Najvišji del rta, ta gomila je mesto najzgodnejše obrambe pri Urquhartu. Na pobočju gomile so odkrili steklasto gradivo, značilno za zgodnjesrednjeveške utrdbe, kar kaže na lokacijo zgodnjesrednjeveške utrdbe, ki jo je identificiral profesor Alcock. V 13. stoletju je gomila postala motiv prvotnega gradu, ki so ga zgradili Durwardovi, ohranjeni zidovi pa predstavljajo kamnito strukturo na vrhu motte iz tega datuma. Te ruševine so drobne, vendar kažejo, da so bili severno in južno od bivalnega gradu.
Vodna vrata iz 16. stoletja v vzhodni steni Upper Baileyja omogočajo dostop do obale jezera. V sosednjih stavbah so morda bili hlevi. Južno od tega, nasproti motte, je podnožje dookote (golobnjaka) in redki ostanki stavb iz 13. stoletja, morda nekoč velika dvorana, ki pa so jo pred kratkim ponovno uporabili kot kovačnico.

## Relikvije
Potem ko je grad prišel v javne roke, so bila opravljena popravila in izkopavanja. Te je prekinila prva svetovna vojna, vendar so se nadaljevala in dokončala do leta 1922. Najdena je bila velika zbirka relikvij, vključno z bronasto jeklenko iz 15. stoletja, kovanci, nakit, križi in drugi predmeti iz 13. do 17. stoletja. Izkopavanja so bila kritizirana, ker niso zapisala lokacij ali stratigrafskih informacij, vendar je zbirka velike vrednosti in je zdaj večinoma v oskrbi Narodnega muzeja v Edinburghu. Samson (1983) je podal podroben seznam z ilustracijami.